# Mezholezy u Černíkova
Mezholezy (deutsch Meßholz) ist eine Gemeinde in Tschechien. Sie liegt fünf Kilometer nordöstlich von Kdyně und gehört zum Okres Domažlice.

## Geographie
Mezholezy befindet sich in der Chudenická vrchovina im Tal des Baches Dubovka. Nördlich erhebt sich die Dubovka (650 m), südlich der Čertův vrch (750 m), im Südwesten der Koráb (773 m) und die Špandava (774 m), westlich die Hora (760 m) sowie im Nordwesten die Suchá hora (638 m).
Nachbarorte sind Úboč, Stará Ves und Všepadly im Norden, Košenice, Bezpravovice und Černíkov im Nordosten, Luh und Rudoltice im Osten, Vílov und Úsilov im Südosten, Loučim, Modlín und Smržovice im Süden, Dobříkov, Branišov, Brnířov und Kdyně im Südwesten, Kojetice, Nový Herštejn, Pláně, Prudice, Zalč und Podzámčí im Westen sowie V Olší und Němčice im Nordwesten.

## Geschichte
Die erste schriftliche Erwähnung des Dorfes erfolgte 1379 als Besitz des Vladiken Vilém Kanický von Čachrov. Das Gut Mezholezy war von der zweiten Hälfte des 16. bis zur Mitte des 17. Jahrhunderts Sitz der Kanický von Čachrov auf Mezholc. Im Jahre 1615 gehörten zum Gut sechs Bauernwirtschaften. Wegen seiner Beteiligung am Ständeaufstand wurde Johann Georg Kanický von Čachrov 1623 zum Verlust eines Drittels seines Vermögens verurteilt. Nach 1630 erwarben die Ritter Wiedersperger von Wiedersperg das Gut, 1651 ist Heinrich Burkhard Wiedersperger als Besitzer nachweislich. In der berní rula von 1654 sind für Mezholezy neun Bauernwirtschaften, von denen vier wüst lagen und eine niedergebrannt war, sowie 13 Gärtner ausgewiesen. Die landwirtschaftliche Nutzfläche der Bauern betrug zusammen lediglich 21 Strich, damit war Mezholezy ein sehr ärmliches Dorf. Im März 1665 brach ein Bauernaufstand gegen Heinrich Burkhard Wiedersperger aus, dabei steckten die Aufständischen den Herrenhof in Brand. Wiedersperper ließ die in den Wald unter dem Koráb geflohenen aufständischen Bauern aufspüren und festnehmen. Jan Bílý und Jan Švara wurden 1666 der Brandstiftung schuldig gesprochen und in Prag enthauptet und verbrannt.
Im Jahre 1676 verkaufte Heinrich Burkhard Wiedersperger das Gut an Markvart Jan Suda von Řenče. Nach den Suda von Řenče folgte 1699 František Josef Menšík von Menštejn als Besitzer des Gutes. Dessen Schwiegersohn Franz Ignaz Campion verkaufte das Gut 1715 für 19.255 Gulden an Franz Joseph Czernin von und zu Chudenitz, der Mezholezy im Jahre 1720 an die Herrschaft Chudenitz anschloss. Das Dorf bestand zu dieser Zeit aus 21 Familien. Eingepfarrt war Mezholezy nach Poleň. Kurz nach dem Verkauf des Gutes ließ die Herrschaft Chudenitz südwestlich von Mezholezy im Branschauer Wald eine Glashütte errichten. Aus den seit 1719 erhaltenen Büchern der vom Hüttenmeister Johann Graff geführten Hütte geht hervor, dass diese in zwei Schmelzöfen Weißglas, Flachglas und Spiegelglas produzierte. Ständige Abnehmer gab es in Nürnberg, Klein-Amberg, Roßhaupt, Steinschönau und Karlsbad. Bereits 1721 musste die Hütte wegen des schlechten Zustands der Wälder ausgeblasen werden. Bis 1742 verkaufte die Herrschaft aus den Lagern der Glashütte. Danach erfolgte der Abriss und ihr Platz wurde 1746 den herrschaftlichen Heger in Zalč als Wiese überlassen.
Im Jahre 1839 lebten in den 44 Häusern von Mezholezy 336 Personen. Im Ort gab es einen herrschaftlichen Meierhof, eine Schäferei, ein Gasthaus und zwei Mühlen. Abseits lag das obrigkeitliche Hegerhaus Zalč. Bis zur Mitte des 19. Jahrhunderts blieb Mezholezy der Herrschaft Chudenitz untertänig.
Nach der Aufhebung der Patrimonialherrschaft bildete Meßholz/Mezholec ab 1850 eine Gemeinde im Gerichtsbezirk Neugedein. Ab 1868 gehörte die Gemeinde zum Bezirk Taus. 1877 wurde in Meßholz eine Schule eröffnet. Im Jahre 1887 bestand Meßholz aus 57 Häusern und hatte 320 durchweg katholische Einwohner. Haupterwerbsquelle bildeten die Landwirtschaft und die Viehzucht. 1888 erfolgte der Bau eines neuen Schulhauses. Im Jahr darauf gründete sich die Freiwillige Feuerwehr. Zu Beginn des 20. Jahrhunderts wurde der tschechische Name Mezholc t. Mezholec verwendet, die heutige Namensform Mezholezy wurde 1924 eingeführt.
Im Jahre 1930 bestand Mezholezy aus 58 Häusern und hatte 291 Einwohner, die mit Ausnahme von vier Ausländern sämtlich der tschechischen Volksgruppe angehörten. Nach dem Ende des Zweiten Weltkrieges zog ein Teil der Bewohner in die Grenzgebiete. 1957 erhielt das Dorf eine Autobusverbindung. Zur Unterscheidung von der gleichnamigen Gemeinde Mezholezy, die 1960 nach der Aufhebung des Okres Horšovský Týn ebenfalls zum Okres Domažlice gekommen war, bürgerte sich auch die Bezeichnung Mezholezy (dříve okres Domažlice) (übersetzt: Mezholezy (früher Bezirk Domažlice)) ein. Die Schule wurde in den 1970er Jahren geschlossen. Von 1986 bis 1990 war Mezholezy nach Černíkov eingemeindet.

## Gemeindegliederung
Für die Gemeinde Mezholezy sind keine Ortsteile ausgewiesen. Zu Mezholesy gehört der Weiler Luh (Luch).

## Sehenswürdigkeiten
- Kapelle
- Berg Koráb mit Aussichtsturm
- Burgruine Nový Herštejn, westlich des Dorfes
- gezimmerte Chaluppen Nr. 32 und 38
- ehemaliger Meierhof